# Aphis yomogii
Aphis yomogii är en insektsart. Aphis yomogii ingår i släktet Aphis och familjen långrörsbladlöss. Inga underarter finns listade i Catalogue of Life.